# Альгіс Арлаускас
Альгіс Арлаускас (лит. Algis Arlauskas; нар. 7 серпня 1957, Москва, РРФСР) — радянський, російський та іспанський актор театру і кіно, режисер та сценарист литовського походження.
1978 року закінчив Вище театральне училище ім. Щукіна. Працював у Московскому ТЮЗі у 1978—1983 роках.

## Сім'я
- Дружина — Шиманська Марина.
- Батько — Юозас Арлаускас.

## Вибіркова фільмографія
- «Юнга Північного флоту» (1974)
- «Квіти для Олі» (1977)
- «Бережіть жінок» (1981)
- «Спортлото-82» (1982)
- «Коханням за кохання» (1983)
- «Право на вибір» (1984)
- «Димка» (1985)